# Trentepohlia (Paramongoma) cubitalis
Trentepohlia (Paramongoma) cubitalis is een tweevleugelige uit de familie steltmuggen (Limoniidae). De soort komt voor in het Neotropisch gebied.